# Rozdroże pod Bieścem
Rozdroże pod Bieścem (815 m n.p.m.) – obniżenie śródgórskie ze skrzyżowaniem dróg leśnych w Sudetach Zachodnich, w paśmie Gór Bystrzyckich.
Obniżenie położone jest w północno-zachodniej części Gór Bystrzyckich, na południowy wschód od Dusznik-Zdroju. Rozdroże stanowi rozległe płytko wcięte obniżenie śródgórskie, porośnięte sztucznie wprowadzonym lasem świerkowym regla dolnego z niewielką domieszką innych gatunków liściastych, głównie buka i jaworu. Obniżenie oddziela wzniesienie Bieśca od Zbójnickiej Góry. Rozdroże jest węzłem trzech dróg leśnych oraz szlaków turystycznych i leśnych ścieżek. Na południowy zachód, ok. 100 m poniżej rozdroża znajduje się obszar źródliskowy Twarde Źródło, gdzie źródła ma Białka, dopływ Dzikiej Orlicy.

## Szlaki turystyczne
Przez rozdroże przechodzą dwa szlaki turystyczne:
- – niebieski, prowadzący z Przełęczy Spalonej do Dusznik-Zdroju
- – zielony, prowadzący z Polanicy-Zdroju do Zieleńca i dalej.

Przez rozdroże przechodzą też przyrodnicze ścieżki dydaktyczne i leśne drogi: Widlasta Droga i Zielona Droga.